# Memfis
Memfis har flera innebörder, se Memphis

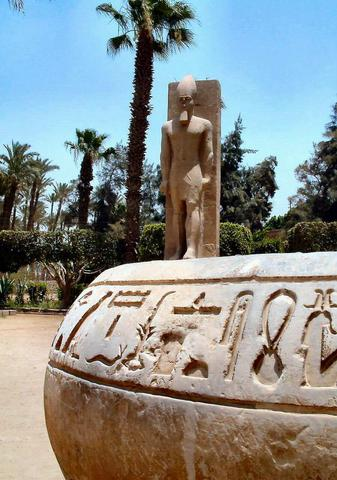
Hieroglyfer i Memphis med en staty av Ramses II i bakgrunden.

Det historiska området Memfis eller Memphis (fornegyptiska Men-nefer) är en arkeologisk plats i Egypten längs med Nilens västra strand, ungefär 19 kilometer söder om centrala Kairo i guvernementet (provins) Al-Jizah nära orten Saqqara.
Platsen upptogs på Unescos världsarvslista 1979 tillsammans med området Gizaplatån.

## Historia
Memfis (Μεμφις) är den grekiska versionen av stadens fornegyptiska namn Men-nefer, vilket ursprungligen var namnet på Pepi I:s pyramid i Sakkara. Det äldsta egyptiska namnet på staden var Ineb-hedj, "den vita muren". Under det Mellersta riket blev staden känd som Ankh-tawy som möjligen var identisk med staden Itj-tawy. Namnet på Ptah-templet, Hi-ku-ptah, kom senare att beteckna hela staden. Detta namn uppfattades av grekerna som (h)Ai-gu-ptos, vilket blev Aegyptus på latin och det europeiska namnet för Egypten i modern tid. I Bibeln kallas staden Moph eller Noph.
Staden grundades omkring 3100 f.Kr. av Menes, som enat de två kungarikena Övre Egypten och Nedre Egypten. Memphis nådde en höjdpunkt under Egyptens sjätte dynasti då som ett centrum för Ptah-kulten. Under artonde dynastin hamnade staden i en tillfällig svacka då landets politiska och religiösa centrum låg i Thebe. En hel del stora byggprojekt i Memfis påbörjades dock under nittonde dynastin av Ramses II och Merneptah. Memfis sista storhetstid inföll under styret av de persiska satraperna, innan den föll ner till en andra plats i Egypten efter Alexandrias grundande 300 f.Kr. Man tror idag att Memfis var en av världens största städer under forntiden. Befolkningen var då över 30 000 invånare.
Under Romarriket förblev Alexandria den viktigaste staden i provinsen Egypten. Memfis förblev Egyptens andra stad fram till Al Fustats grundande år 641. Då övergavs Memfis i stort sett och blev en källa för att hämta stenar till omgivande bosättningar. Ruinerna var ännu på 1100-talet imponerande men snart var platsen inte mer än ett ställe med låga ruiner och några spridda stenar. Idag ligger staden begravd under åkermark.

## Byggnader
Lämningarna efter tempel tillägnade Ptah och Apis har hittats på platsen, liksom rester av palats och murar från framförallt Nya riket och Sentiden. Man har även funnit några få statyer, bland annat två stycken fyra meter höga i alabaster föreställande Ramses II. Begravningsområdet Saqqara ligger i öknen nära Memfis ruiner.